# مارتا کلوبوویچ
مارتا کلوبوویچ-اِسخمبرا (لهستانی: Marta Klubowicz-Schembera؛ زادهٔ ۸ فوریه ۱۹۶۳) بازیگر اهل لهستان است.
از فیلم‌ها یا مجموعه‌های تلویزیونی که وی در آن‌ها نقش داشته است، می‌توان به درست آن سوی این جنگل، رازداری حرفه‌ای، بازخورد، جاسوسان ورشو، در خوشی و سختی، فرابنفش، پدر متیو، رنگ‌های خوشبختی، قانون حقیقی، هتل ۵۲، کمیسر آلکس، دهن‌به‌دهن، نشانه‌گذاری‌شده، خانه کشیش، ع چون عشق، عشق اول، کارآگاهان جنایی، در خیابان سپولنی، طایفه و خانه اشاره نمود.